# Crocidura crenata
Crocidura crenata is een zoogdier uit de familie van de spitsmuizen (Soricidae). De wetenschappelijke naam van de soort werd voor het eerst geldig gepubliceerd door Brosset, DuBost & Heim de Balsac in 1965.